# Amara terra mia/Sortilegio di luna
Amara terra mia/Sortilegio di luna è un singolo del cantante italiano Domenico Modugno, pubblicato nel 1973 su disco in vinile a 45 giri.

## Descrizione
Amara terra mia è un brano di Giovanna Marini, spacciato da lei stessa come canto popolare e per questo motivo depositato in SIAE da Modugno con la Bonaccorti, autrice del nuovo testo; già pubblicato nel 1971 nell'album Con l'affetto della memoria, nel 1973 fu scelto da Mario Landi come sigla della serie tv Nessuno deve sapere, per cui fu pubblicato successivamente come lato A di questo disco. Il brano è arrangiato da Piero Pintucci e vi partecipa il coro de I Cantori Moderni di Alessandroni. 
Sortilegio di luna, inedito su LP, è invece arrangiata da Tony Mimms e vi sono alcuni versi recitati da Cecilia Sacchi; il testo è di Mimma Gaspari, che si firma con lo pseudonimo Petaluma.
Il disco ottenne un discreto successo di vendite raggiungendo la nona posizione della hit parade italiana.

## Tracce
LATO A
1. Amara terra mia (testo: Enrica Bonaccorti – musica: Domenico Modugno; edizioni musicali RCA, Rolex)

LATO B
1. Sortilegio di luna (testo: Petaluma – musica: Domenico Modugno; edizioni musicali RCA, Megao)